# Agenda 21 de la culture
 (mars 2012).
Si vous disposez d'ouvrages ou d'articles de référence ou si vous connaissez des sites web de qualité traitant du thème abordé ici, merci de compléter l'article en donnant les références utiles à sa vérifiabilité et en les liant à la section « Notes et références ».

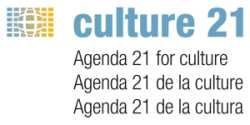
Logo associé aux actions liées à l’Agenda 21 de la culture

Agenda 21 de la culture est un engagement des villes ou gouvernements locaux du monde entier qui s'engagent dans les domaines des droits de l'homme, de la diversité culturelle, des droits culturels, du développement durable, de la démocratie participative et de la création de conditions pour la paix.

## Histoire
En septembre 2002 la ville (Prefeitura) de Porto Alegre organise une « Réunion mondiale pour la culture », réunion des maires et directeurs techniques de culture de villes comme Florence, Barcelone, Paris, Palmela, Montréal, Rome, Le Cap ou Melbourne, avec la participation d'observateurs de la société civile. Les villes de Porto Alegre et de Barcelone proposent à cette occasion la rédaction d’un document de référence pour l’élaboration des politiques culturelles locales, s’inspirant d’Agenda 21, créé en 1992 pour le domaine de l’environnement.
Le document est approuvé le 8 mai 2004 par le quatrième Forum des autorités locales pour l’inclusion sociale de Porto Alegre, qui se tient à Barcelone dans le cadre de la première édition du Forum universel des cultures. Le 15 septembre de la même année, il est présenté à deux agences de l’Organisation des Nations unies : l’UN-Habitat et l’UNESCO. À partir d’octobre 2004, l’organisation mondiale Cités et Gouvernements locaux unis (CGLU) prend en charge les actions de promotion d’Agenda 21 de la culture, par sa commission à la Culture créée par la mairie de Barcelone (qui en devient la Présidente) et avec le soutien des villes de Stockholm, Lille, Buenos Aires et Montréal (qui deviennent les vice-présidentes).
Lors de la 8e réunion de la Commission de culture, en septembre 2012, Lille-Métropole devient présidente de la Commission de culture, les villes de Buenos Aires, Mexico et Montréal, les coprésidentes et les villes d'Angers, Barcelone et Milan, vice-présidentes. Il a été également convenu d'inviter trois autres villes (l'une d'Afrique, l'autre de la zone Moyen-Orient et Asie Occidentales et la dernière de la zone Asie et Pacifique) pour qu'elles deviennent vice-présidentes du Bureau.
En janvier 2012, environ 450 villes, gouvernements locaux, organisations ou institutions nationales et internationales ont approuvé Agenda 21 de la culture.

## Rapports
La commission de Culture de Cités et Gouvernements locaux unis a publié des rapports sur les utilisations d’Agenda 21 de la culture :
- Politiques locales pour la diversité culturelle ;
- Culture, gouvernements locaux et objectifs du millénaire pour le développement ;
- L'Agenda 21 de la culture en France. État des lieux et perspectives ;
- Culture et développement durable : exemples d’innovation institutionnelle et proposition d’un nouveau cadre pour les politiques culturelles ;
- Villes, cultures et développements. Un rapport pour souligner le cinquième anniversaire de l’Agenda 21 de la culture;
- Rio+20 et la culture. Miser sur la culture comme gage de durabilité.

## Contenu
Agenda 21 de la culture est constitué de 67 articles, classés en cinq grands thèmes : « Culture et droits de l'Homme », « Culture et gouvernance », « Culture, durabilité et territoire », « Culture et inclusion sociale », « Culture et économie », et répartis selon les catégories « Principes », « Engagements » et « Recommandations ».
Le document est officiellement disponible en albanais, allemand, arabe, bulgare, catalan, espagnol, français, galicien, anglais, italien, japonais, persan, polonais, portugais, russe, serbe (BCMS), suédois, ukrainien et turc.

## Culture et développement

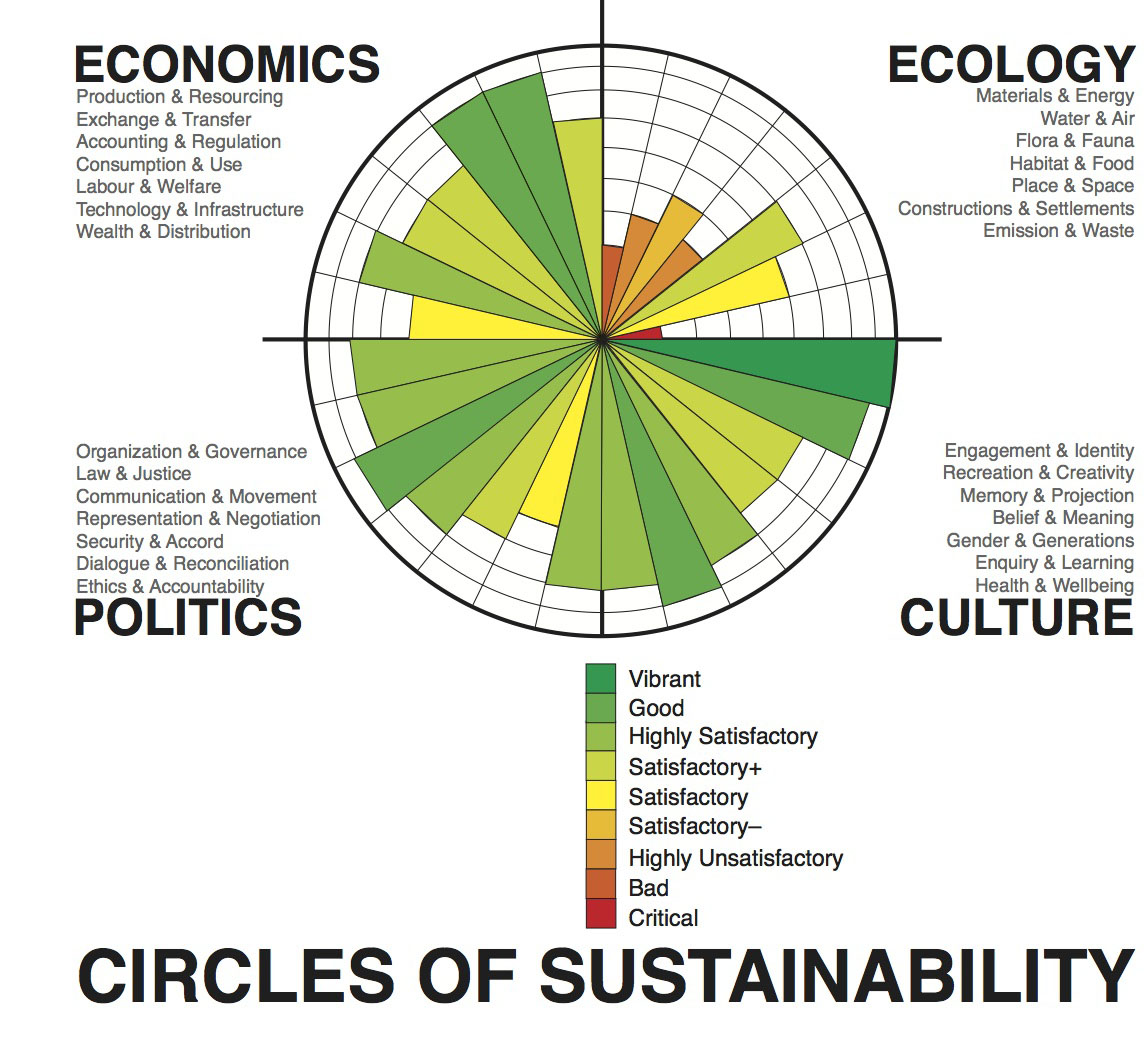
La visualisation des cercles de durabilité intègre la culture comme quatrième pilier du développement durable.

Agenda 21 de la culture présente le développement durable sous forme de quatre « piliers », plaçant la culture sur le même plan que les trois points habituels (l’environnement, l’inclusion sociale et l’économie).
L’Agenda 21 de la culture adopte l’idée proposée par le chercheur et militant australien Jon Hawkes dans son ouvrage The Fourth Pillar of Sustainability. Culture’s Essential Role in Public Planning.
Le travail et les activités de l’Agenda 21 de la culture ont conduit le Bureau exécutif de CGLU à prendre en main l’élaboration de la proposition de position politique « La culture : quatrième pilier du développement durable ». Il a été approuvé le 17 novembre 2010, dans le cadre du Sommet Mondial des Dirigeants Locaux et Régionaux – 3e Congrès Mondial de CGLU, qui s’est tenu dans la ville de Mexico. Ce document inaugure une nouvelle perspective et signale la relation entre la culture et le développement durable en développant une solide politique culturelle et en plaidant pour qu’il y ait une dimension culturelle dans toutes les politiques publiques.
D’autre part, la Commission de culture de CGLU a travaillé pour intégrer la culture de façon explicite dans les programmes de développement de l’Organisation des Nations unies dont le but est d’atteindre les Objectifs du millénaire pour le développement (OMD). Après quelques actions de sensibilisation pendant le Sommet sur les Objectifs du millénaire pour le développement, l’Assemblée Générale de l’ONU a approuvé le document final du Sommet, lequel mentionne la culture comme une dimension importante du développement.